# HMS Sceptre (P215)
Pour les autres navires du même nom, voir HMS Sceptre.
Le HMS Sceptre (numéro de coque P215) est un sous-marin de la troisième série d'unités de la classe S, construit pour la Royal Navy pendant la Seconde Guerre mondiale par Scotts Shipbuilding and Engineering Company à Greenock en Écosse.

## Conception et description

Schéma d'un sous-marin de classe S.

Les sous-marins de la classe S ont été conçus pour patrouiller dans les eaux resserrées de la mer du Nord et de la mer Méditerranée. Les sous-marins de la troisième série de cette classe étaient légèrement plus grands et améliorés par rapport à la série précédente. Ces sous-marins avaient une longueur hors tout de 66,1 mètres, une largeur de 7,2 m et un tirant d'eau de 4,5 m. Leur déplacement était de 879 tonnes en surface et 1 006 tonnes en immersion. Les sous-marins de la classe S avaient un équipage de 48 officiers et matelots. Ils pouvaient plonger jusqu'à la profondeur de 90 m.
Pour la navigation en surface, ces navires étaient propulsés par deux moteurs Diesel de 950 ch (708 kW), chacun entraînant un arbre et une hélice distincte. En immersion, les hélices étaient entraînées par un moteur électrique de 650 ch (485 kW). Ils pouvaient atteindre 15 nœuds (28 km/h) en surface et 10 nœuds (19 km/h) en plongée. Les sous-marins de la troisième série avaient une autonomie en surface de 6 000 milles marins (11 000 km) à 10 nœuds (19 km/h), et en plongée de 120 milles (220 km) à 3 nœuds (5,6 km/h).
Ces navires étaient armés de sept tubes lance-torpilles de 21 pouces (533 mm). Une demi-douzaine de ces tubes étaient à l'avant, et il y avait un tube externe à l'arrière. Ils transportaient six torpilles de rechange pour les tubes d'étrave, et un total de treize torpilles. Douze mines pouvaient être transportées à la place des torpilles stockées à l’intérieur. Ils étaient également armés d'un canon de pont de 3 pouces (76 mm). Les navires du troisième groupe de la classe S étaient équipés d’un système ASDIC de type 129AR ou 138 et d'un radar d'alerte précoce de type 291 ou 291 W.

## Construction et carrière
Commandé le 23 janvier 1940 dans le cadre du programme de construction de 1939, le HMS Sceptre est mis sur cale aux chantiers navals Scotts Shipbuilding and Engineering Company à Greenock en Écosse le 25 juillet 1940, lancé le 6 janvier 1943. Le 15 avril 1943, le Sceptre, sous le commandement du lieutenant Ian McIntosh, quitte les chantiers naval pour se rendre à Holy Loch, où il a été mis en service plus tard dans la journée.
Après avoir effectué des exercices d'entraînement au large de Scapa Flow et de Holy Loch, le Sceptre s'embarque le 20 juillet 1943 pour une patrouille anti-sous-marine au large de la Norvège. La patrouille se déroule sans incident et le sous-marin rentre au port le 5 août.

### Opération Source

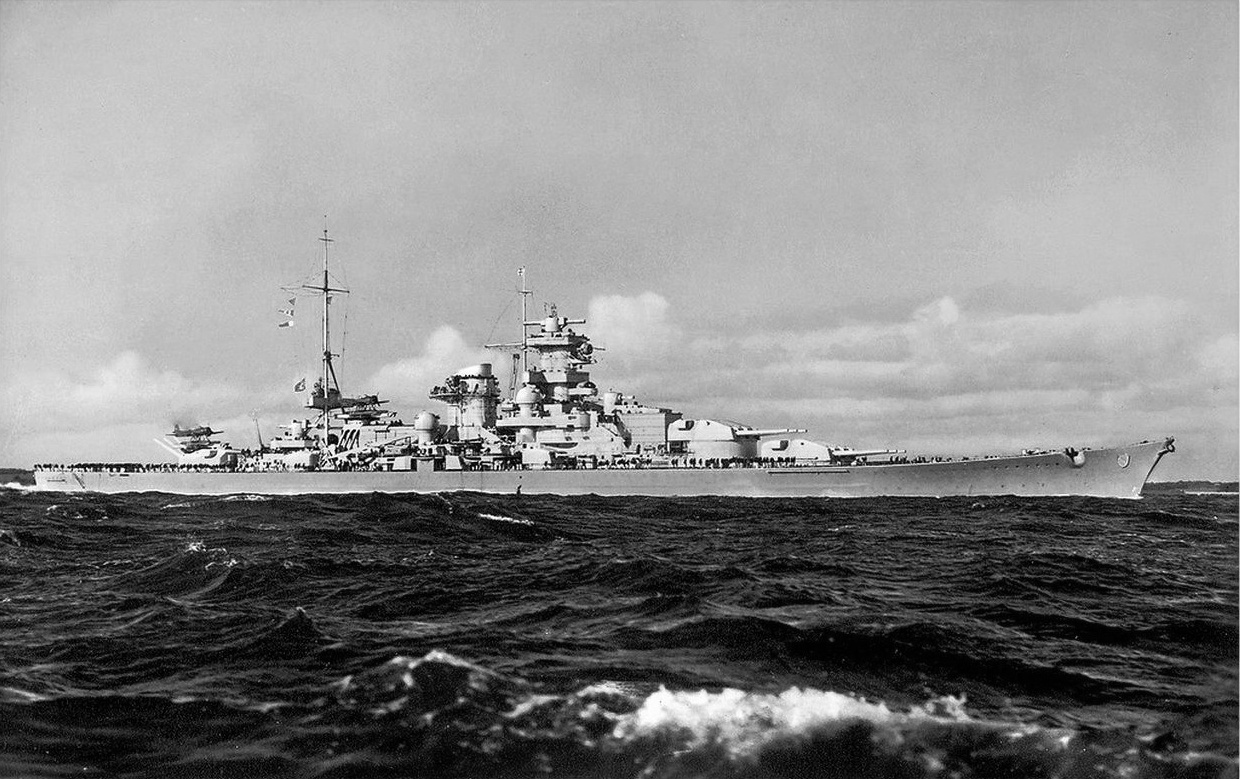
Le Scharnhorst en mer.

Le 1er septembre 1943, le Sceptre s'entraîne à Port HHZ, en Écosse, avec des sous-marins de poche de classe X en préparation de l'opération Source, une attaque contre les cuirassés allemands en Norvège à l'aide de sous-marins de poche. Le 12 septembre 1943, le sous-marin quitte le port en remorquant le sous-marin de poche X10 vers sa cible, le cuirassé allemand Scharnhorst,. Un équipage auxiliaire était à bord pendant le passage, qui devait changer avec l'équipage opérationnel près de la cible. Le 20 septembre, le sous-marin de poche est libéré pour attaquer le cuirassé Tirpitz, mais il connait des problèmes de moteur et doit abandonner la mission. Le Sceptre revient à Lerwick le 8 octobre, mais le 3 octobre, le X10 est contraint de se saborder en raison de problèmes mécaniques,.

### Patrouilles du Nord
Le Sceptre effectue une autre patrouille sans incident dans les eaux arctiques du 15 novembre au 7 décembre, puis, lors de sa patrouille suivante, il tire quatre torpilles sur le navire marchand norvégien Nina, mais le manque. Le sous-marin commence alors une autre patrouille dans les eaux du Nord à partir du 26 janvier 1944. Après six jours en mer, le Sceptre attaque un convoi de navires marchands avec quatre torpilles, mais on ne sait pas si elles ont touché un navire. Deux jours plus tard, le sous-marin a attaqué ce qui semblait être un sous-marin allemand, mais celui-ci n'a pas été touché ; aucun sous-marin allemand ne se trouvait à proximité à ce moment-là, il se peut donc qu'il ait pris un autre navire de surface pour un sous-marin. Le Sceptre a ensuite mis fin à sa patrouille en Écosse le 9 février.
Le sous-marin reprend la mer le 28 février, patrouillant à nouveau dans l'Arctique. Le 6 mars, le Sceptre  tire deux torpilles sur un navire marchand d'un convoi, mais il le manque. Le lendemain, le Sceptre aperçoit à nouveau un convoi et réussit à infliger de lourds dégâts avec ses torpilles au navire marchand allemand Lippe ; ce dernier est contraint de s'échouer et se brise le lendemain. Les 12 et 13 mars, le sous-marin tire des torpilles sur les navires marchands Kong Harald et Gordias, mais ne réussit pas à les toucher. Le Sceptre rentre au port le 16 mars.
Du 25 mars au 9 avril, le Sceptre participe de nouveau à des opérations d'entraînement avec des sous-marins de classe X, après quoi il part pour une opération spéciale, l'opération Guidance. Cette opération était similaire à l'attaque précédente du Tirpitz en ce sens que des sous-marins de poche de classe X seraient utilisés pour pénétrer dans une zone fortement défendue et attaquer des cibles sous l'eau avec des mines limpet. La cible de cette mission était une cale sèche flottante à Bergen, en Norvège. Le 11 avril, le Sceptre se met en route vers Bergen avec le sous-marin de poche X24 en remorquage, et le lâche le lendemain. Le X24 réussit à entrer dans le port deux jours plus tard, mais des renseignements erronés et des cartes incorrectes firent que les charges explosives furent déposées sur le navire marchand allemand Barenfels et non sur le quai. Le navire est coulé et le quai endommagé, et le X24 retrouve le Sceptre et les deux sous-marins quittent la zone à pleine vitesse ; ce n'est que plus tard que le X24 est à nouveau pris en remorque. Les deux sous-marins reviennent à Port HZZ le 18 avril.
Le 6 mai 1944, le Sceptre quitte le port pour une patrouille dans la région du Golfe de Gascogne, au large du nord de l'Espagne. Deux semaines plus tard, le sous-marin torpille et coule le navire marchand allemand Hochheimer au large de Bilbao, en Espagne. Le Sceptre poursuit sur cette lancée en coulant le navire marchand Baldur au large de Punta Lamie, en Espagne, trois jours plus tard. Le sous-marin termine sa patrouille à Gibraltar le 2 juin. Le Sceptre retourne en Angleterre entre le 20 juin et le 1er juillet.
Après un entraînement aux opérations avec des sous-marins de poche de classe X à Port HZZ, le Sceptre part le 7 septembre, remorquant le X24 vers sa cible, la même cale sèche flottante à Bergen. Le Sceptre largue le X24 dans la soirée du 10 septembre; le X24 pénètre dans le port en plein jour, en évitant les remorqueurs et les navires, et réussit à placer ses charges explosives sous le quai ciblé. Le sous-marin de poche rencontre le Sceptre plus tard dans la journée, et les deux sous-marins rentrent à leur base indemnes, tandis que les charges sous le quai explosent, le cassant en deux et le faisant couler.
Le Sceptre se met en route pour une autre patrouille dans les eaux du Nord le 14 septembre ; six jours plus tard, il attaque un caboteur avec trois torpilles, qui explosent toutes sur la plage après avoir manqué leur cible ; plus tard dans la journée, le Sceptre attaque le navire marchand norvégien Vela et le coule avec une salve complète de six torpilles. Le sous-marin met fin à sa patrouille le 23 septembre. Le Sceptre effectue ensuite une autre patrouille du 15 au 28 octobre, coulant le chasseur de sous-marins allemand UJ 1111.

### Transformation en sous-marin cible
Le 22 novembre, le Sceptre arrive à Sheerness où il est largement réaménagé et modifié pour être utilisé comme sous-marin cible. Son canon de pont est enlevé et sa coque est rationalisée, et il est équipé de batteries plus puissantes. Il est affecté à la 7e flottille de sous-marins et utilisé pour l'entraînement, basé à Sheerness. Il continue à fonctionner comme unité d'entraînement basée à Portland jusqu'en février 1947. Après avoir subi des dommages dus à l'explosion d'une batterie le 8 août 1949, il est vendu à la BISCo pour être mis à la ferraille en septembre 1949.

## Palmarès
Au cours de son service dans la Royal Navy, le Sceptre a coulé cinq navires pour un total de 15 084 tonneaux de jauge brute (TJB).
| Date              | Nom du navire | Tonnage | Nationalité     | Destin et position                                                                                           |
| ----------------- | ------------- | ------- | --------------- | --- |
| 7 mars 1944       | Lippe         | 7 849   | Allemagne nazie | Sévèrement endommagé par des torpilles au 64° 32′ N, 10° 38′ E, échoué et mis à la ferraille le jour suivant |
| 20 mai 1944       | Hochheimer    | 1 894   | Allemagne nazie | Torpillé et coulé au 43° 31′ N, 2° 52′ O                                                                     |
| 23 mai 1944       | Baldur        | 3 630   | Allemagne nazie | Torpillé et coulé au 43° 21,3′ N, 3° 10,3′ O                                                                 |
| 20 septembre 1944 | Vela          | 1 184   | Norvège         | Torpillé et coulé au 58° 19′ N, 5° 35′ E                                                                     |
| 21 octobre 1944   | UJ 1111       | 527     | Allemagne nazie | Torpillé et coulé au 58° 34′ N, 5° 28,5′ E                                                                   |

## Commandants
- Lieutenant (Lt.) Ian Stewart McIntosh (RN) du 20 février 1943 au 23 novembre 1944.
- Lieutenant (Lt.) Hilary John Bartlett (RN) du 23 novembre 1944 au 31 mars 1945.
- Lieutenant (Lt.) Robert Francis Park (RN) du 31 mars 1945 au 12 mai 1945.
- Lieutenant (Lt.) William St. George Anderson (RNR) du 12 mai 1945 à juin 1945?
- Lieutenant (Lt.) Robert Francis Park (RN) du juin 1945? au 21 août 1945.
- Lieutenant (Lt.) Lindsay Arthur Pirie (RN) du 21 août 1945 au 18 septembre 1946.

Notes: RN = Royal Navy - RNR = Royal Naval Reserve